# Arroyo Catalán
Arroyo Catalán, o simplement El Catalán, és el nom amb què es coneix un grup de cursos fluvials que s'estenen pel nord i el nord-oest de l'Uruguai que aboca les seves aigües al Riu Cuareim, afluent del riu Uruguai, i està format pel Catalán Grande, el Catalán Chico, el Catalán Seco, el Tres Cruces i el Cuaró; situats al seu torn al vessant de les cuchillas o cadenes de turons de Yacaré Cururú, Belén i Catalán.

## Arroyo Catalán Grande
L'arroyo Catalán Grande és un rierol del nord de l'Uruguai, ubicat al departament d'Artigas. Forma part de l'arroyo Catalán. S'estén al llarg de la Cuchilla de Belén, a l'oest del Cerro Vichaderos, del rierol Sepulturas i de l'Arroyo Catalán Seco. És un afluent de l'extrem esquerre del riu Cuareim i de l'Arroyo del Catalancito. La zona és rica en minerals i pedres precioses. Es troba a gairebé 600 quilòmetres al nord de Montevideo, la capital del país, i a pocs quilòmetres de la capital del departament d'Artigas, la ciutat homònima.
El riu va ser batejat per població colonitzadora de la corona d'Espanya durant l'època colonial i va ser destinat, per ordres del Rei el 1750, a la recerca i l'extracció d'àgates i ametistes per a finançar la Caixa de Potosí. Cent anys després, uns músics alemanys van descobrir un important jaciment de minerals a les aigües del riu. A partir d'aquest moment, el Catalán seria un centre d'excavació i explotació de recursos amb destinació a Europa, a càrrec de Nicolás Eifler, i després de la ciutat de Salto, fins a la creació del departament d'Artigas. El 1817 hi tingué lloc la batalla del Catalán.

## Etimologia del nomCatalán
No queda clar l'origen del nom Catalán per a aquests rius. En tot cas, el nom ja estava vigent durant la batalla de 1817, per la qual cosa queda descartat que provingui del pedagog Josep Català i Codina, que va arribar a Uruguai l'any 1820 i, òbviament, del seu fill Carlos Catalá Martínez. Una altra hipòtesi per a mirar d'explicar el topònim ens porta fins a l'àrea de naixement de l'Arroyo Catalán i del riu Cuareim, una zona de turons a la cruïlla entre els departaments d'Artigas, Salto i Rivera amb el Brasil. A pocs quilòmetres hi ha el poble de Masoller, que podria rebre el nom d'una família catalana instal·lada en el lloc.

## Arqueologia
El 1955 un grup d'investigadors encapçalats per Antonio Taddei van descobrir eines de pedra primitives, les quals van donar lloc a nombroses teories sobre l'existència de pobles prehistòrics sobre la riba del Catalán. Aquests pobles són sovint coneguts com els homes del Catalanense.